# ジョン・ブラウン (テキサスの政治家)
ジョン・"レッド"・ブラウン（John “Red” Brown、1786年 – 1852年）は、テキサス共和国の時代から、テキサスがアメリカ合衆国に加わってテキサス州となった初期にかけての政治家で、第1回テキサス州議会 (First Texas Legislature) において、短期間ながらテキサス州議会下院議長 (Speaker of the Texas House of Representatives) を務めた。ブラウンはまた、テキサス州における民主党の創設メンバーのひとりであった。
ブラウンは、おそらく1786年8月30日に生まれた。ブラウンは1836年にテキサスへやって来て、ナカドーチェスに居を構えた。初期の人口調査記録によれば、ブラウンはアイルランド人で、農民とされている。ブラウンは1841年から1842年まで、ナカドーチェス郡から選出されて第6回テキサス共和国議会 (Sixth Congress of the Republic of Texas) の議員を務めた。
ブラウンは、テキサス併合によってテキサスがアメリカ合衆国の一部となった後、最初のテキサス州議会にも、選出された。1846年3月3日、議長であったウィリアム・クランプ (William Crump) に休職を認められ、ブラウンは臨時 (pro tempore) 議長となった。しかし、ブラウンは3月9日に臨時議長を辞任し、州議会下院はエドワード・トマス・ブランチ (Edward Thomas Branch) を後任に選出した。
1846年に、ナカドーチェス郡から分離してヘンダーソン郡が創設された際には、ブラウンは創設者のひとりとなった。ブラウンは公証人を務めながら、渡し船の運営者ともなって、当時オールド・ノーマンディ (Old Normandy) と称されていた現在のブラウンズボロ（Brownsboro：現地名はブラウンに由来する）近くのキッカプー・クリーク (Kickapoo Creek) に有料の橋を架ける認可を受けていた。1846年4月27日、ブラウンはオースティンで行なわれたテキサス州の民主党の設立を支援した。1848年には、州刑務所の立地場所の選定に関わる委員会に参画した。1850年には、ヘンダーソン郡の郡庁所在地としてアセンズ (Athens) を選んだ委員会の一員となっていた。
ブラウンは、マーガレット・ホッジズ・ブルックス (Margaret Hodges Brooks) と最初の結婚をした。1849年に妻に先立たれた後、1851年にエリザベス・ホランドと再婚した。ブラントはおそらく、1852年に没したものと思われる。